# Adisak Lambelsah
Adisak Lambelsah (thailändisch อดิศักดิ์ หลําเบ็ลสะ; * 27. Juli 2002 in Songkhla) ist ein thailändischer Fußballspieler.

## Karriere
Adisak Lambelsah stand die Saison 2021/22 beim Drittligisten Sisaket FC unter Vertrag. Der Verein aus Sisaket spielte in der North/Eastern Region der Liga. Hier kam er zweimal in der Liga zum Einsatz. Ende August 2022 unterschrieb er einen Vertrag beim Ligarivalen Sisaket United FC. Am Ende der Saison 2022/23 wurde er mit Sisaket Vizemeister der Region und qualifizierte sich somit für die Aufstiegsspiele zur zweiten Liga. Hier konnte man sich jedoch nicht durchsetzen. Ein Jahr später feierte er mit dem Verein die Meisterschaft der Region. In den Aufstiegsspielen konnte man sich durchsetzen und stieg in die zweite Liga auf. Nach dem Aufstieg wurde sein Vertrag verlängert. Sein Zweitligadebüt gab Lambelsah am 10. August 2024 (1. Spieltag) im Heimspiel gegen den Pattaya United FC. Bei dem 1:1-Unentschieden stand er in der Startelf und spielte die kompletten 90 Minuten.

## Erfolge
Sisaekt United FC
- Thai League 3 – North/East: 2023/24  ▲